# Zajištění dědictví
Zajištění dědictví byla jedna z forem tzv. neodkladných opatření podle § 175e občanského soudního řádu (dále jen o.s.ř.) ve znění účinném do 31.12. 2013. Tato opatření se prováděl v rámci dědického řízení soud nebo soudní komisař. Jejich účelem bylo vyloučení možnosti poškození nebo ztráty majetku, který by podle získaných poznatků měl náležet do pozůstalosti po zůstaviteli.
Tato neodkladná opatření byla od roku 2014 nahrazena tzv. závěrou pozůstalosti. Závěra pozůstalosti je upravena v ustanoveních § 1682 a 1683 občanského zákoníku a dále v ustanoveních § 149–151 zákona o zvláštních řízeních soudních (dále jen z.ř.s.).

## Pojem a účel závěry pozůstalosti
Závěrou pozůstalosti se rozumí zajištění majetku, který patří do pozůstalosti nebo o němž lze dovozovat, že do ní může patřit. Závěra se může týkat nejen věcí, které měl zůstavitel u sebe, ale i těch, které jsou v držbě jiných osob. Zároveň může jít o věci, jejichž vlastnictví je pochybné nebo sporné, ale zůstavitel či jeho dědici si na ně činil/i nárok.
Účelem závěry pozůstalosti je, aby se v zájmu (některých) dědiců, věřitelů nebo nepominutelného dědice nebo v obecném zájmu vyloučila možnost ztráty nebo poškození zůstavitelova majetku a mohla tak být uspokojena jejich práva z pozůstalosti. Závěra zároveň neslouží k řešení sporů dědiců o to, jak mají být (některé) věci užívány do skončení řízení o pozůstalosti.

## Důvody závěry pozůstalosti
Důvody závěry pozůstalosti jsou uvedeny v § 1682 občanského zákoníku:
(1) Soud učiní bez odkladu opatření zajišťující pozůstalost (závěru), jestliže
a) některý z dědiců není svéprávný,
b) některý z dědiců je neznámého pobytu,
c) je obava, že je pozůstalost předlužena,
d) věřitel navrhl odloučení pozůstalosti, nebo
e) je-li tu jiný důležitý důvod pro zvláštní opatrnost.
(2) Je-li jen některý dědic nesvéprávný, nepřítomný nebo neznámý, lze se spokojit se závěrou takové části pozůstalosti, která stačí k uspokojení jeho dědického práva. To platí i tehdy, je-li tu osoba, které přísluší právo na povinný díl.
Důvodem pro zvláštní opatrnost může být obava jednoho z dědiců, že je majetek z pozůstalosti zašantročován, rozkrádán, poškozován apod. mezi ostatní dědice, popřípadě jinými osobami neoprávněně užíván.
Závěry není třeba, je-li v pozůstalosti nemovitá věc poskytující dostatečnou jistotu. Každá nemovitost neposkytuje dostatečnou jistotu. Mělo by platit pravidlo, že dostatečnou jistotu poskytuje taková nemovitost, jejíž cena tvoří podstatnou část hodnoty pozůstalosti. K tomu je třeba ještě před rozhodnutím o závěře pozůstalosti zjistit obvyklou cenu nemovitosti, například odborným vyjádřením.

## Předmět závěry pozůstalosti
Předmětem závěry pozůstalosti může být celá pozůstalost nebo jen její část. Důvody pro částečné zajištění mohou být např., že jde také o věci, které musí užívat členové domácnosti v bytě zůstavitele, který je nadále užíván a nelze jej zapečetit celý, stejně jako nelze uložit předmětné věci do úschovy. V případě že je obava z předlužení pozůstalosti, bude zajištěna pozůstalost celá.

## Předpoklady pro nařízení závěry pozůstalosti
Při rozhodování o tom, zda nařídí závěru celé nebo části pozůstalosti, soud přihlíží nejen k tomu, zda jsou splněny předpoklady uvedené v § 1682 občanského zákoníku, ale také bere v úvahu, zda jde o vhodné opatření k dosažení účelu závěry. Pokud je vyloučena možnost ztráty nebo poškození majetku zůstavitele už tím jak (a kým) je pozůstalost spravována nebo z jiných vážných důvodů, nařídí soud závěru jen v nezbytně nutném rozsahu nebo od nařízení upustí.
Za situace, kdy jsou dědicové známi, přítomni a svéprávní, a kdy není ani důvod k pochybnostem, zda majetek, který zůstavitel zanechal, postačí k pokrytí dluhů, budou plně dostačující ustanovení o správě pozůstalosti.

## Způsob provedení závěry pozůstalosti
Způsob, jak může být závěra pozůstalosti provedena, je upraven v §149-151 z.ř.s., a děje se takto:
- uložením do úschovy u soudu, soudního komisaře nebo vhodného schovatele, popřípadě
- zapečetěním v zůstavitelově bytě nebo na jiném vhodném místě, nebo
- zákazem výplaty z účtu nebo vkladní knížky, nebo
- má-li zůstavitel pohledávky, soud usnesením uloží jeho dlužníkům, aby plnění skládali do úschovy soudu, a upozorní je, že plnění provedená jinam nebudou mít za následek splnění dluhu.

## Rozhodnutí o závěře pozůstalosti
Závěra musí být dle § 1682 odst.1 občanského zákoníku učiněna bezodkladně poté, co se soud dozví, že byly splněny všechny předpoklady k tomuto opatření.
O závěře rozhoduje soud usnesením, které může být vyhlášeno účastníkům při jednání i při provádění závěry. Proti usnesení soudu lze podat odvolání, to však nemá odkladný účinek. Závěru pozůstalosti může nařídit kterýkoliv soud věcně příslušný pro řízení o pozůstalosti, je-li tu nebezpečí z prodlení. Věcně příslušným soudem se rozumí okresní soud, v jehož obvodu se nacházejí věci z pozůstalosti, u kterých je třeba nařídit závěru.

## Zánik závěry pozůstalosti
Závěra zaniká právní mocí rozhodnutí o dědictví dle § 188 písm. a) z.ř.s.
Závěra může zaniknout i dříve, zjistí-li se, že jejím předmětem byla věc, která zůstaviteli nepatřila nebo pokud pomine důvod, pro který byla nařízena (např. když se dědic neznámého pobytu objeví a stane se účastníkem řízení).